# Polyblastus atrox
Polyblastus atrox är en stekelart som beskrevs av Henry Keith Townes, Jr. 1949. Polyblastus atrox ingår i släktet Polyblastus och familjen brokparasitsteklar. Inga underarter finns listade i Catalogue of Life.